# Jørgen Jørgensen (Det Konservative Folkeparti)
 Der er flere personer med dette navn, se Jørgen Jørgensen.
Jørgen Jørgensen (i samtiden kaldt Jørgen Jørgensen (Ullerup)) (født 7. juni 1891 i Ullerup, død 5. juli 1963 smst.) tidligere Minister for offentlige arbejder. Født i Ullerup på Fyn, søn af gårdejer Jørgen Jørgensen. 
Jørgen Jørgensens søn Jørgen Jørgensen var medlem af Folketinget 1988-1989.
Grundloven af 1953 blev som sine forgængere i 1849 og 1915 underskrevet af alle statsrådets medlemmer den 5. juni. Derfor står Jørgen Jørgensens underskrift på denne grundlov. 

## Politisk karriere
- Medlem af Landstinget for 4. kreds (14. april 1939 – 4. september 1950)
- Medlem af Folketinget for Svendborg Amtskreds (fra 5. september 1950 til hans død 5. juli 1963)
- Minister for offentlige arbejder (30. april 1952 – 30. september 1953) Regeringen Erik Eriksen

### Det Konservative Folkeparti
- Formand for Konservativ Ungdoms Landsorganisation 1922-1925
- Næstformand for det Konservative Folkeparti 1937-1939
- Formand for partigruppen i Landstinget 1944-1950
- Formand for rigsdagsgruppen 1950-1952